# 复制起点
复制起点（英語： 或 replication origin）又称复制原点、起始位点，是在基因组上复制（replication）起始的一段序列。其中复制可以是在生命体中（如真核生物或者原核生物）的DNA复制，或者是在RNA病毒（如双螺旋RNA病毒）里面的RNA复制。DNA复制可能是单向或者双向的进行。